# Marie-Claire Restoux
Marie-Claire Restoux (La Rochefoucauld, 9 aprile 1968) è un'ex judoka francese.

## Palmarès
Olimpiadi
- 1 medaglia:
  - 1 oro (52 kg a Atlanta 1996)

Mondiali
- 2 medaglie:
  - 1 oro (52 kg a Parigi 1997)
  - 1 bronzo (52 kg a Birmingham 1999)